# 1138
Évszázadok: 11. század – 12. század – 13. század
Évtizedek: 1080-as évek – 1090-es évek – 1100-as évek – 1110-es évek – 1120-as évek – 1130-as évek – 1140-es évek – 1150-es évek – 1160-as évek – 1170-es évek – 1180-as évek
Évek: 1133 – 1134 – 1135 – 1136 –  1137 – 1138 – 1139 – 1140 – 1141 – 1142 – 1143

## Események
- március 13. – III. Konrád megválasztása német királlyá (1152-ig uralkodik).
- március közepe – IV. Viktor ellenpápa megválasztása.[1]
- május 29. – IV. Viktor ellenpápa lemondása.[1]
- augusztus 22. – A Lobogó Csatája, más néven a northallertoni csata. Az angolok legyőzik I. Dávid skót király seregét.
- A Welf-ház bajorországi uralmának vége, a Babenberg-házból származó IV. Lipót osztrák őrgróf lesz az új bajor uralkodó.
- II. Béla magyar király elfoglalja a Boszna folyó vidékén elterülő Rámát.

## Születések
- IV. Conan breton herceg († 1171)
- II. Kázmér lengyel fejedelem

## Halálozások
- január 25. (bizonytalan dátum) – II. Anaklét ellenpápa[2]
- III. Boleszláv lengyel fejedelem